# Labuan (dialect)
Labuaans is een dialect van het Rukai, een Tsouïsche taal gesproken in het zuidwesten van Taiwan.

## Classificatie
- Austronesische talen
  - Formosaanse talen
    - Tsouïsche talen
      - Rukai
        - Labuaans